# José Enrique Cima Prado
José Enrique Cima Prado (Llugones, 16 de juny de 1952) és un ciclista espanyol, ja retirat, que fou professional entre 1976 i 1982. En el seu palmarès destaquen dues victòries d'etapa a la Volta a Espanya de 1978 i quatre de la Volta a Catalunya.
En retirar-se passà a exercir de director esportiu de l'equip ciclista CLAS, i des de 1984 fa de periodista al diari asturià La Nueva España. El 1999 publicà el llibre Angliru, la nueva cumbre del ciclismo dedicat a aquest port de muntanya asturià.

## Palmarès
- 1975
  - 1r a la Volta a l'Empordà
  - Vencedor d'una etapa de la Volta da Ascensión
- 1976
  - 1r a la Clàssica de Primavera
  - 1r al G.P. Nuestra Señora de Oro
  - Vencedor de 2 etapes a la Volta a Catalunya
  - Vencedor d'una etapa de la Volta al País Basc
- 1977
  - 1r al GP Biscaia
  - Vencedor d'una etapa de la Volta a Catalunya
  - Vencedor d'una etapa de la Volta al País Basc
  - Vencedor d'una etapa del Tour de Romandia
  - Vencedor d'una etapa de la Volta a Llevant
  - Vencedor d'una etapa de la Volta a Cantàbria
- 1978
  - 1r a la Setmana Catalana i vencedor d'una etapa
  - Vencedor de 2 etapes a la Volta a Espanya
  - Vencedor d'una etapa de la Volta a Catalunya
  - Vencedor d'una etapa de la Volta al País Basc
  - Vencedor d'una etapa de la Volta a Astúries
- 1981
  - 1r al GP Caboalles de Abajo

### Resultats a la Volta a Espanya
- 1976. 19è de la classificació general
- 1978. 17è de la classificació general. Vencedor de 2 etapes
- 1979. Abandona (15a etapa)
- 1980. 22è de la classificació general

### Resultats al Tour de França
- 1977. 32è de la classificació general
- 1978. Abandona (3a etapa)

### Resultats al Giro d'Itàlia
- 1977. Abandona (7a etapa)